# 阿姆谢尔·迈尔·冯·罗斯柴尔德
阿姆谢尔·迈尔·冯·罗斯柴尔德（英語：Amschel Mayer Freiherr von Rothschild，1773年6月12日—1855年12月6日）是罗斯柴尔德家族的德国犹太银行家。他是家族创始人迈尔·阿姆谢尔·罗斯柴尔德（1744-1812 年）和古特莱·罗斯柴尔德的第二个孩子，是长子。
1812年，其父迈尔·阿姆谢尔去世，阿姆谢尔·迈尔 (Amschel Mayer) 继任法兰克福银行行长，他的弟弟們前往巴黎、伦敦、那不勒斯和维也纳设立银行。由于阿姆谢尔·迈尔 (Amschel Mayer) 去世时没有留下孩子，他弟弟的儿子从1855 年起承担了公司的责任。
1817年，他被封为阿姆谢尔·迈尔·冯·罗斯柴尔德 ，并于1822年成为男爵。阿姆谢尔·迈尔·罗斯柴尔德，由于他和犹太圈子关系密切，被东欧犹太人称为“虔诚的罗斯柴尔德”。